# Жан-Батист Маршан
Жан-Батист Маршан (на френски: Jean-Baptiste Marchand) е френски офицер, изследовател на Африка.

## Произход и кариера (1863 – 1889)
Роден е на 2 ноември 1863 година в малкото градче Тоасеи (на френски: Thoissey), северно от Лион, Франция, в семейството на дърводелец. През 1883 се записва като доброволец в 4-ти полк на морската пехота, базирана в Тулон. През април 1886 постъпва в пехотната школа във военна академия „Saint-Maixent“. Завършва като лейтенант на 18 декември 1887 г., само на 24-годишна възраст. Назначен е да служи в 1-ви полк на морската пехота и става офицер на сенегалските стрелци. След шест месеца служба, заедно с други френски офицери, се присъединява към колумбийската пехота в Западна Африка, където участва във френското завладяване на Сенегал. През 1889 г. е тежко ранен и за няколко години е извън армията.

## Експедиционна дейност (1890 – 1899)
През 1890 г. Маршан е изпратен да изследва изворите на реките Нигер и Нил, и да завладее района около Фашода, Судан (сега известен като Кодок), и да го постави под френски контрол. След 24-месечно пътуване пеша и с лодки, експедицията от 20 френски офицери и 130 френско-сенегалски войници, пристигат във Фашода до изоставена крепост на брега на Нил.
През 1896 – 1899 г. Маршан извършва първото пресичане на Африка от запад на изток, в най-широката част на континента. От устието на Конго се изкачва по реката и по Убанги и Мбому, пресича вододела Нил-Конго, спуска се по реките Сус, Джур и Бахр-ел-Газал до Бели Нил. Оттам се изкачва по Собат и по дясната я съставяща Баро, пресича Етиопия и достига до Джибути на 16 май 1899.

## Следващи години (1900 – 1934)
През 1900 г. е част от френските експедиционни сили, които участват в потушаването на „въстанието на боксьорите“ в Китай. Взема участие и в Първата световна война, вече с чин генерал (1915) като е ранен два пъти – през 1915 г., в битката при Шампан и през 1916 г., в битката при Сома. Пенсионира се от армията през 1919.
Умира на 13 януари 1934 година в Париж на 70-годишна възраст.